# You Oughta Know
You Oughta Know är en låt av Alanis Morissette från albumet Jagged Little Pill som släpptes den 7 juli 1995. You Oughta Know var första singeln från albumet. Låten är skriven av Morissette själv och Glen Ballard och har genren alternativ rock och postgrunge.

## Listplaceringar
| Lista (1995–96)                              | Högsta placering |
| -------------------------------------------- | ---------------- |
| Australien (ARIA)                            | 4                |
| Belgien (Ultratop 50 Flandern)               | 39               |
| Kanada (RPM)                                 | 20               |
| Canadian Alternative 30 (RPM)                | 21               |
| Nederländerna (Mega Single Top 100)          | 17               |
| Nya Zeeland (RIANZ)                          | 25               |
| Sverige (Sverigetopplistan)                  | 38               |
| Storbritannien (The Official Charts Company) | 22               |
| US Billboard Hot 100                         | 6                |
| US Pop Songs (Billboard)                     | 7                |
| US Alternative Songs (Billboard)             | 1                |